# Darughachi

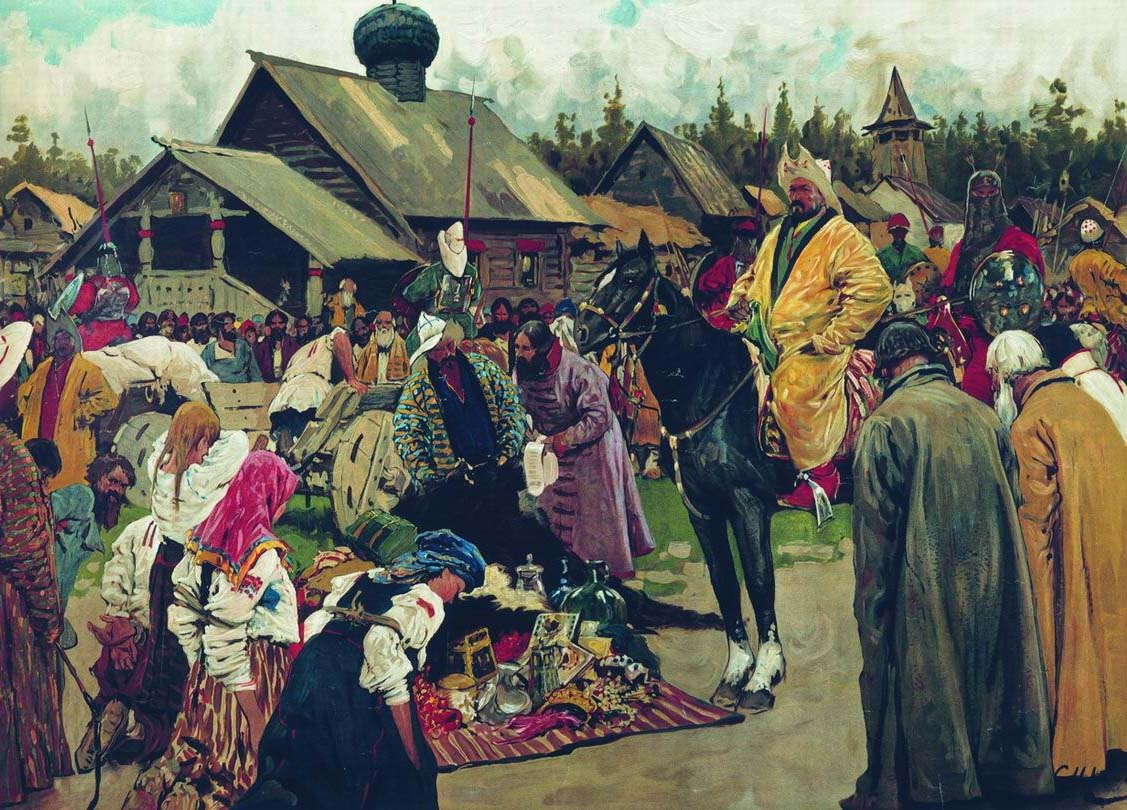
Một vị quan Darughachi từ Hãn quốc Kim Trướng đến một thị trấn của Rus để thu thuế.

Darughachi, hay Đạt-lỗ-hoa-xích (chữ Hán: 达鲁花赤), trong lịch sử ban đầu mang ý nghĩa là một chức quan trong Đế quốc Mông Cổ, chịu trách nhiệm về hành chính và thu thuế tại một đơn vị hành chính tương đương cấp tỉnh là darugha.

## Từ nguyên
Nguyên thủy, Darughachi trong tiếng Mông Cổ có nghĩa là quan chức đứng đầu darugha. Trong hầu hết các ngôn ngữ khác, chức quan này tương đương chức quan Chưởng ấn hoặc Thống đốc.
Trong tiếng Ba Tư, từ này được phát âm là darougheh (داروغه). Trong tiếng Turkic, nó được phát âm là basqaq hay baskak. Trong tiếng Nga, nó được biến âm thành baskaki (баскаки).
Trong các tài liệu Trung Quốc, chức quan Darughachi này được viết là 达鲁花赤, phiên âm Hán Việt thành Đạt-lỗ-hoa-xích.

## Hình thành
Sau khi thống nhất các bộ lạc Mông Cổ, Thành Cát Tư Hãn bắt đầu cuộc chinh phạt để mở rộng đế quốc. Bấy giờ, quân Mông Cổ tuy hùng mạnh, nhưng số lượng ít, nên khi xâm chiếm được một vùng đất nào đều không đủ nhân lực chiếm đóng, hầu như phải giữ lại bộ máy hành chính cũ để điều hành công việc địa phương. Năm 1222, Thành Cát Tư Hãn cho đặt chức quan Darughachi tại các vùng mới chiếm được, với vai trò đại diện cho Đại hãn giám sát tại địa phương. Dù vậy, trên thực tế, Darughachi có quyền lực tối thượng với quân sự và hành chính tại vùng mới chiếm được.
Con cháu Thành Cát Tư Hãn vẫn duy trì chức quan này nhưng có thay đổi chút ít về vai trò tùy theo khu vực trấn nhậm. Các Darughachi có thể là quan thu thuế ở vùng ảnh hưởng, tình báo công khai ở các vùng chưa bị thu phục, hoặc cũng có thể là quan trực trị ở các vùng mới chinh phục.

## Các quan Đạt-lỗ-hoa-xích tại Đại Việt
Vó ngựa Mông Cổ từng nếm mùi thất bại tại Đại Việt, tuy nhiên với thế nước nhỏ dân ít, các vua Trần vẫn phải duy trì thế giảng hòa. Khi Hốt Tất Liệt lập ra nhà Nguyên, Đại Việt cử sứ giả thông hiếu, chấp nhận nộp cống ba năm một lần. Mặc dù vậy, Đại Việt vẫn không phải là nước đã bị chiếm đóng, và Hốt Tất Liệt vẫn mong muốn chinh phạt báo thù, biến thành một quận huyện của Nguyên triều.
Để thực hiện ý đồ này, Nguyên đế nhiều lần gửi các quan Đạt-lỗ-hoa-xích sang Đại Việt để dò xét tình hình, theo dõi mọi động tĩnh ở Đại Việt. Theo An Nam Chí Lược, đã từng có 3 Đạt-lỗ-hoa-xích được cử sang Đại Việt:
"Năm Trung Thống thứ 3 (1262), sai Nạp-lạt-Đinh làm chức Đạt-lỗ-hoa-xích tại nước An Nam."
Theo tên Nạp-lạt-Đinh (có lúc ghi Nậu-thứ-Đinh, có lẽ là phiên âm của Nur al-Din, Đại Việt sử ký toàn thư chép là Nậu-lạt-Đinh) có thể thấy đây là một người Hồi giáo, có lẽ từng là một lái buôn. Với triều đình Đại Việt, Đạt-lỗ-hoa-xích cũng chỉ là một sứ thần, và họ đã khéo léo ngăn cản, mua chuộc, vô hiệu hóa viên Đạt-lỗ-hoa-xích này, làm cho trò chơi tình báo của Hốt Tất Liệt hoàn toàn thất bại.
Tháng 12 năm 1263, Nạp-lạt-Đinh về nước. Tháng 2 (âm lịch) năm 1266, Nguyên triều lại cử sang để bào chữa cho việc động binh năm 1258:
"Tháng 2,nhà Nguyên sai Nậu-lạt-Đinh sang bảo:
"Trước kia, ta đã sai sứ sang thông hiếu, kẻ thừa hành u mê không cho sứ trở về do đó ta mới có việc dụng binh năm trước".
Tháng 3 năm 1267, sứ giả Đại Việt xin cho Nạp-lạt-Đinh trở sang làm Đạt-lỗ-hoa-xích. Nhận ra ý đồ của triều đình Đại Việt, Hốt Tất Liệt đổi ý kiến và cử một viên quan Mông Cổ khác thay:
"Năm Chí Nguyên thứ 7 (1270), sai Giã-thiệt-Nạp làm chức Đạt-lỗ-hoa-xích tại nước An Nam, sau ông ấy chết tại nước ấy."
Không rõ Giã-thiệt-Nạp chết khi nào, nhưng dù sao ông ta cũng là người cuối cùng làm Đạt-lỗ-hoa-xích tại Đại Việt, vì từ đó về sau nhà Trần cũng tìm cách chối khéo khi Nguyên đế định cử người sang.
Vị Đạt-lỗ-hoa-xích được ghi nhận, trên thực tế chưa bao giờ đến Đại Việt. Ông ta chỉ là một con cờ dẫn đến cái cớ để làm bùng nổ Chiến tranh Nguyên Mông-Đại Việt lần 2:
Năm Chí Nguyên thứ 18 (1281), thăng chức cho Sài Thung làm An Nam Tuyên úy Đô Nguyên soái, để Lý Chấn làm Phó, đem quân hộ tống Di Ái về nước, lại khiến Bất-nhãn Thiếp-mộc-nhi làm chức Đạt-lỗ-hoa-xích cùng sang An Nam."
Buyan Temür, mà Lê Tắc chép là Bất-nhãn Thiếp-mộc-nhi, cùng với đoàn quân Nguyên đưa Trần Di Ái về bị quân Trần đón đánh ngay tại biên giới phải chạy tan tác, chưa bước chân vào lãnh thổ Đại Việt được bao nhiêu, tất chưa trấn nhậm tại Đại Việt được ngày nào.
Anh Nam Chí lược còn chép thêm:
"Nhân Trần Di Ái thúc phụ của ông ấy sang đây, ta giao việc nước An Nam cho y, sai sứ thần đưa y về nước thì bị hại. Còn Đạt-lỗ-hoa-xích là Bất-Nhãn Thiếp-mộc-nhi của ta sai đến, lại bị khước đi, không tiếp nhận.".
Cũng như 2 vị Đạt-lỗ-hoa-xích tiền nhiệm, không rõ Buyan Temür sau này ra sao. An Nam Chí lược chỉ chép thêm về Buyan Temür một lần nữa, sau khi quân Nguyên đã 2 lần đại bại trên chiến trường Đại Việt.
"Năm Chí Nguyên thứ 28 (1291), sai Lễ Bộ Thượng thư Trương Lập Đạo, Binh bộ Lang trung Bất-nhãn Thiếp-mộc-nhi dẫn sứ thần An Nam bọn Nghiêm Trọng Duy về nước dụ Thế tử Trần Nhật Tốn phải sang chầu. Thế tử lấy cớ đương tang bố, sai quan Lệnh công Nguyễn Đại Pháp đến cống hiến."
Bấy giờ Hốt Tất Liệt vẫn còn sống để gặm nỗi nhục bại trận, đành ra vẻ để gỡ gạt được chút ít, tạm hài lòng với lễ vật cống nạp tượng trưng của nhà Trần.